# 黑邊鰭豆娘魚
黑邊鰭豆娘魚（學名：Abudefduf nigrimargo）为輻鰭魚綱雀鲷科豆娘鱼属的鱼类，分布於西北太平洋臺灣海域，於2018年首次由印度尼西亞科學研究所的Kunto Wibowo、琉球大學的小枝圭太（Keita Koeda）、東海大學的武藤望生（Nozomu Muto）和鹿兒島大學博物館的本村浩之（Hiroyuki Motomura）根據從臺灣南部墾丁國家公園收集的標本進行描述，本魚體呈卵圓形且側扁，身體背面和側面有鱗片，邊緣呈黑色，體側有5條黑色橫帶，橫帶間隙靠近背部為黃色，近腹部為白色，背鰭硬棘13枚、背鰭軟條12-13枚，體長可達9.2公分，棲息在珊瑚礁區，生活習性不明。